# Angelo Amato

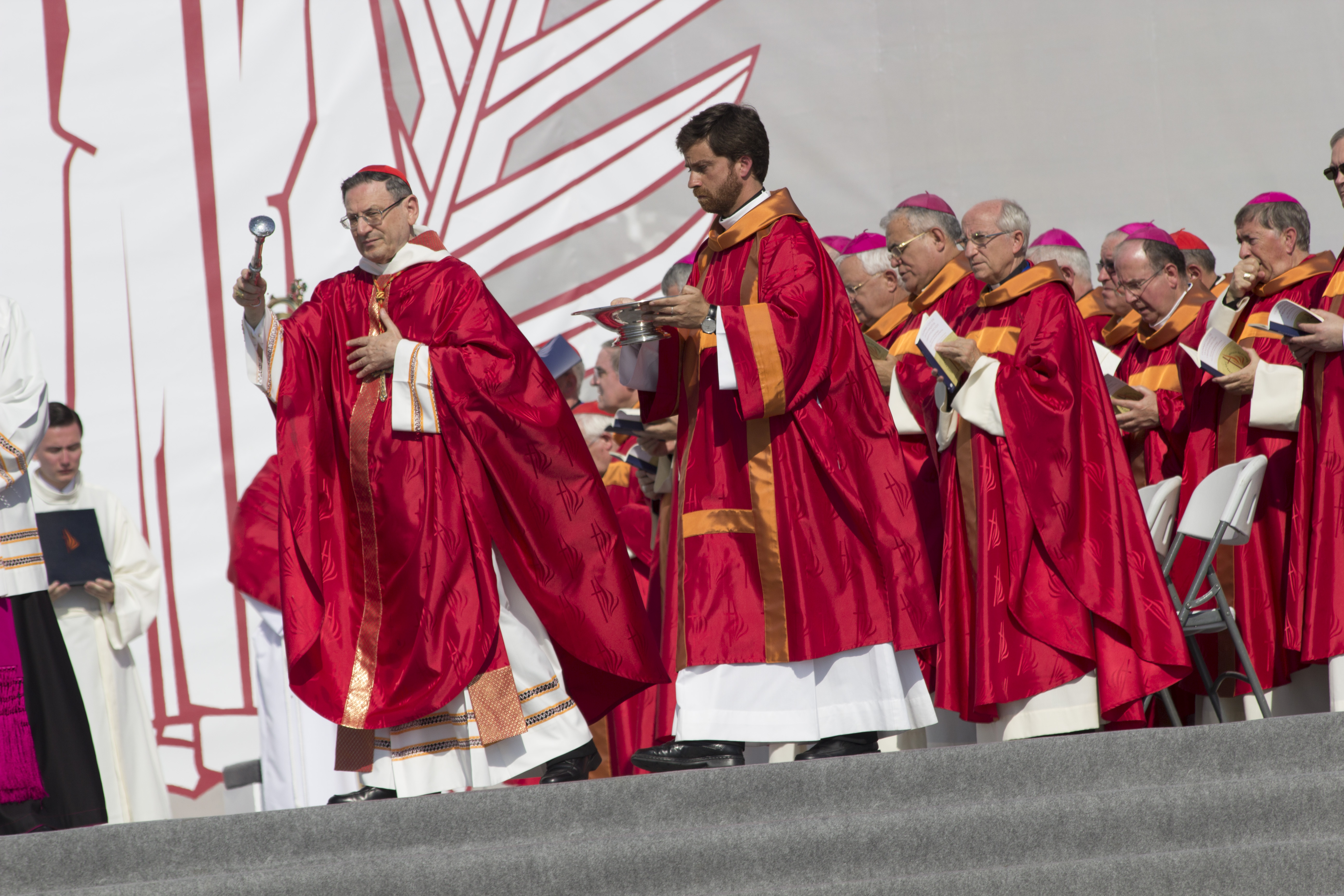
Angelo Amato va presidir la Beatificació de Tarragona

Angelo Amato   (Molfetta, 8 de juny de 1938 - Roma, 31 de desembre de 2024) fou un cardenal catòlic italià, salesià, prefecte de la Congregació per a les Causes dels Sants, que va ser secretari de la Congregació de la doctrina de la Fe entre el 2002 i el 2008.

## Biografia
Salesià, va fer els estudis de filosofia i teologia a Roma. Va ser ordenat sacerdot el 22 de desembre de 1967. Va cursar estudis a la Universitat Pontifícia Salesiana i posteriorment a la Gregoriana, i es va especialitzar en cristologia. El 1974 va aconseguir el doctorat. Entre els anys 1978 i 1979 va aconseguir una beca al Patriarca de Constantinoble al monestir ortodox de Moní Vlatádon. Durant un any sabàtic a Washington (1988), va estudiar teologia cristiana. Més endavant, va ser nomenat consultor de la Congregació de la doctrina de la Fe i del Consell Pontifici per a la Promoció de la Unitat dels Cristians.
El 19 de desembre de 2002, el papa Joan Pau II el va nomenar a la seu de Sila, amb dignitat d'arquebisbe, i el va nomenar secretari de la Congregació de la doctrina de la Fe, on va treballar amb els cardenals Joseph Ratzinger, futur papa Benet XVI, i William Joseph Levada. Va ser consagrat bisbe el 6 de gener de 2003 pel papa Joan Pau II.
El 9 de juliol de 2008 el papa Benet XVI el va nomenar Prefecte de la Congregació per a les Causes dels Sants. Benet XVI el va fer cardenal durant el consistori del 20 de novembre de 2010, i li va assignar el títol cardenalici de la diaconia de Santa Maria in Aquiro. Fou considerat com un dels papables al conclave de 2013 que escollí al papa Francesc. El 2013 va presidí la Beatificació de Tarragona que va reconèixer com a beats a 522 màrtirs catòlics.